# Mr. Vain
Mr. Vain is een nummer van de Duitse eurodancegroep Culture Beat. Het is de eerste single van hun tweede studioalbum Serenity uit 1993. Op 16 april dat jaar werd het nummer op single uitgebracht.

## Achtergrond
"Mr. Vain" werd wereldwijd een hit. De single bereikte de nummer 1-positie in 12 landen, waaronder thuisland Duitsland, Australië, Oostenrijk, Zwitserland, Italië, Noorwegen, Finland en Ierland. In het Verenigd Koninkrijk werd de nummer 1-positie behaald in de UK Singles Chart. In de Verenigde Staten werd de 17e positie bereikt in de Billboard Hot 100 en in Canada een bescheiden 40e positie.
In Nederland werd de single gedraaid op de landelijke radiozenders en werd het een hit. De single bereikte de nummer 1-positie in zowel de Nederlandse Top 40 als de destijds nieuwe publieke hitlijst op Radio 3; de Mega Top 50.
In België bereikte de single eveneens de nummer 1-positie in zowel de voorloper van de Vlaamse Ultratop 50 als de Vlaamse Radio 2 Top 30. 
Tevens werd de single in 1993 verkozen tot de bestverkochte single van Europa.

## Hitnotering

### Nederlandse Top 40
| Hitnotering: 12-06-1993 t/m 02-10-1993 | Hitnotering: 12-06-1993 t/m 02-10-1993 | Hitnotering: 12-06-1993 t/m 02-10-1993 | Hitnotering: 12-06-1993 t/m 02-10-1993 | Hitnotering: 12-06-1993 t/m 02-10-1993 | Hitnotering: 12-06-1993 t/m 02-10-1993 | Hitnotering: 12-06-1993 t/m 02-10-1993 | Hitnotering: 12-06-1993 t/m 02-10-1993 | Hitnotering: 12-06-1993 t/m 02-10-1993 | Hitnotering: 12-06-1993 t/m 02-10-1993 | Hitnotering: 12-06-1993 t/m 02-10-1993 | Hitnotering: 12-06-1993 t/m 02-10-1993 | Hitnotering: 12-06-1993 t/m 02-10-1993 | Hitnotering: 12-06-1993 t/m 02-10-1993 | Hitnotering: 12-06-1993 t/m 02-10-1993 | Hitnotering: 12-06-1993 t/m 02-10-1993 | Hitnotering: 12-06-1993 t/m 02-10-1993 | Hitnotering: 12-06-1993 t/m 02-10-1993 | Hitnotering: 12-06-1993 t/m 02-10-1993 |
| Week                                   | 1                                      | 2                                      | 3                                      | 4                                      | 5                                      | 6                                      | 7                                      | 8                                      | 9                                      | 10                                     | 11                                     | 12                                     | 13                                     | 14                                     | 15                                     | 16                                     | 17                                     |                                        |
| -------------------------------------- | -------------------------------------- | -------------------------------------- | -------------------------------------- | -------------------------------------- | -------------------------------------- | -------------------------------------- | -------------------------------------- | -------------------------------------- | -------------------------------------- | -------------------------------------- | -------------------------------------- | -------------------------------------- | -------------------------------------- | -------------------------------------- | -------------------------------------- | -------------------------------------- | -------------------------------------- | -------------------------------------- |
| Nummer                                 | 32                                     | 18                                     | 13                                     | 7                                      | 4                                      | 3                                      | 2                                      | 1                                      | 2                                      | 2                                      | 2                                      | 3                                      | 5                                      | 7                                      | 12                                     | 19                                     | 34                                     | uit                                    |

### Mega Top 50
| Hitnotering: 12-06-1993 t/m 09-10-1993 | Hitnotering: 12-06-1993 t/m 09-10-1993 | Hitnotering: 12-06-1993 t/m 09-10-1993 | Hitnotering: 12-06-1993 t/m 09-10-1993 | Hitnotering: 12-06-1993 t/m 09-10-1993 | Hitnotering: 12-06-1993 t/m 09-10-1993 | Hitnotering: 12-06-1993 t/m 09-10-1993 | Hitnotering: 12-06-1993 t/m 09-10-1993 | Hitnotering: 12-06-1993 t/m 09-10-1993 | Hitnotering: 12-06-1993 t/m 09-10-1993 | Hitnotering: 12-06-1993 t/m 09-10-1993 | Hitnotering: 12-06-1993 t/m 09-10-1993 | Hitnotering: 12-06-1993 t/m 09-10-1993 | Hitnotering: 12-06-1993 t/m 09-10-1993 | Hitnotering: 12-06-1993 t/m 09-10-1993 | Hitnotering: 12-06-1993 t/m 09-10-1993 | Hitnotering: 12-06-1993 t/m 09-10-1993 | Hitnotering: 12-06-1993 t/m 09-10-1993 | Hitnotering: 12-06-1993 t/m 09-10-1993 | Hitnotering: 12-06-1993 t/m 09-10-1993 |
| Week                                   | 1                                      | 2                                      | 3                                      | 4                                      | 5                                      | 6                                      | 7                                      | 8                                      | 9                                      | 10                                     | 11                                     | 12                                     | 13                                     | 14                                     | 15                                     | 16                                     | 17                                     | 18                                     |                                        |
| -------------------------------------- | -------------------------------------- | -------------------------------------- | -------------------------------------- | -------------------------------------- | -------------------------------------- | -------------------------------------- | -------------------------------------- | -------------------------------------- | -------------------------------------- | -------------------------------------- | -------------------------------------- | -------------------------------------- | -------------------------------------- | -------------------------------------- | -------------------------------------- | -------------------------------------- | -------------------------------------- | -------------------------------------- | -------------------------------------- |
| Positie                                | 39                                     | 25                                     | 15                                     | 6                                      | 4                                      | 2                                      | 1                                      | 1                                      | 2                                      | 2                                      | 2                                      | 3                                      | 4                                      | 4                                      | 9                                      | 11                                     | 22                                     | 31                                     | uit                                    |